# 庆安镇 (庆安县)
庆安镇，是中华人民共和国黑龙江省绥化市庆安县下辖的一个乡镇级行政单位。

## 行政区划
庆安镇下辖以下地区：
吉安村、祥安村、兴安村、永安村、福安村、保安村、庆富村和庆强村。